# Cäsar Bachmann
Cäsar Bachmann (* 24. April 1892 in Wollerau; † 9. November 1956 ebenda, katholisch, heimatberechtigt in Wollerau) war ein Schweizer Politiker (FDP).

## Biografie
Cäsar Bachmann wurde am 24. April 1892 in Wollerau als Sohn des Notars Josef Bachmann geboren. Bachmann war beruflich als Kaufmann und Weinhändler tätig. Zudem diente er in der Schweizer Armee in der Position eines Oberstleutnants der Verpflegungstruppen sowie eines Kriegskommissärs. Cäsar Bachmann, der 1924 Gertrud ebenfalls geborene Bachmann ehelichte, verstarb am 9. November 1956 im Alter von 64 Jahren in Wollerau.

## Politische Laufbahn
Cäsar Bachmann, Mitglied der Liberalen Partei, gehörte zunächst von 1920 bis 1924 dem Gemeinderat in Wollerau an. In der Folge amtierte Bachmann von 1924 bis 1944 als Bezirksrat, davon zwischen 1928 und 1930 als Bezirksammann, des Bezirks Höfe. Auf kantonaler Ebene war Cäsar Bachmann zunächst von 1928 bis 1944 im Schwyzer Kantonsrat vertreten, den er 1930/31 präsidierte. Parallel dazu amtierte Bachmann von 1932 bis 1944 als Bankrat der Schwyzer Kantonalbank. Schliesslich vertrat er seine Partei von 1944 bis 1956 im Regierungsrat, davon zwischen 1947 und 1948 als Landammann. Dort stand er zuerst bis 1952 dem Finanzdepartement vor. In dieser Funktion schuf er 1946 ein zeitgemässes Steuergesetz sowie eine ausgewogene kantonale Besoldungsverordnung. Daran anschliessend forcierte er als Vorsteher des Baudepartements den Strassenausbau, beispielsweise die Axenstrasse.